# Desirée Cordero Ferrer
Desirée Cordero Ferrer (* 13. September 1993 in Sevilla) ist ein spanisches Model und Titelverteidigerin bei Schönheitswettbewerben, die zur Miss Universe Spain 2014 gekrönt wurde. Sie vertrat Spanien bei der Miss Universe 2014 in den Vereinigten Staaten, wo sie es unter die ersten Zehn schaffte.

## Leben und Karriere

### Frühe Jahre
Desirée Cordero Ferrer wuchs in ihrem Geburtsort Sevilla auf, reiste aber beruflich durch ganz Europa. Mit 15 Jahren begann sie zu modeln und hatte sich bereits mit 17 Jahren als internationales Model etabliert.

### Karriere
Am 28. Oktober 2014 wurde sie von der ehemaligen Titelträgerin Patricia Yureno Rodríguez zur „Miss Universe Spain“ ernannt und nahm anschließend als Vertreterin Spaniens bei der „Miss Universe 2014“ teil, wo sie mit 87 Frauen konkurrierte. Cordero Ferrer schaffte es in ein Halbfinale, verlor jedoch gegen Pauline Vega, weshalb sie nur den sechsten Platz erreichte. Somit war sie nach Patricia Yureno Rodríguez, die im Jahr 2013 auf den zweiten Platz schaffte, die zweite Spanierin in Folge, die in einem Halbfinale landete.
Nachdem Cordero Ferrer als Model in der Türkei, England, Frankreich und Italien gearbeitet hatte, blieb sie in Spanien, wo sie heute noch immer sehr erfolgreich ist.

### Privatleben
Cordero Ferrer hat einen Abschluss in Kunst und bereits mehr als 310.000 Follower auf Instagram.
Von 2014 bis 2015 war sie mit Álvaro Ruíz zusammen, bevor sie von 2015 bis 2016 die Freundin des italienisch-französischen Fußballspielers Vincenzo Rennella wurde. Von 2016 bis 2017 war sie mit dem portugiesischen Fußballspieler Cristiano Ronaldo liiert. Seit 2018 ist sie mit Tucu Correa zusammen.

## Filmografie
- 2015: Miss Universe 2014 (Fernsehspecial)
- 2015–2025: Pasapalabra (Fernsehserie, 9 Folgen)
- 2023: Etam Cruise 2023 Show (Video)